# مانويل مارتينيز
مانويل مارتينيز (بالإسبانية: José Manuel Martínez Toral)‏ (29 أكتوبر 1960 قرباكة إسبانيا - ) هو لاعب كرة قدم إسباني يلعب كمدافع.

## روابط خارجية
- مانويل مارتينيز على موقع الاتحاد الدولي (مؤرشف)  (الإنجليزية)
- مانويل مارتينيز على موقع الاتحاد الأوربي (الإنجليزية)
- مانويل مارتينيز على موقع قاعدة بيانات كرة القدم.إي يو (الإنجليزية)
- مانويل مارتينيز على موقع عالم كرة القدم.نت (الإنجليزية)